# Phun

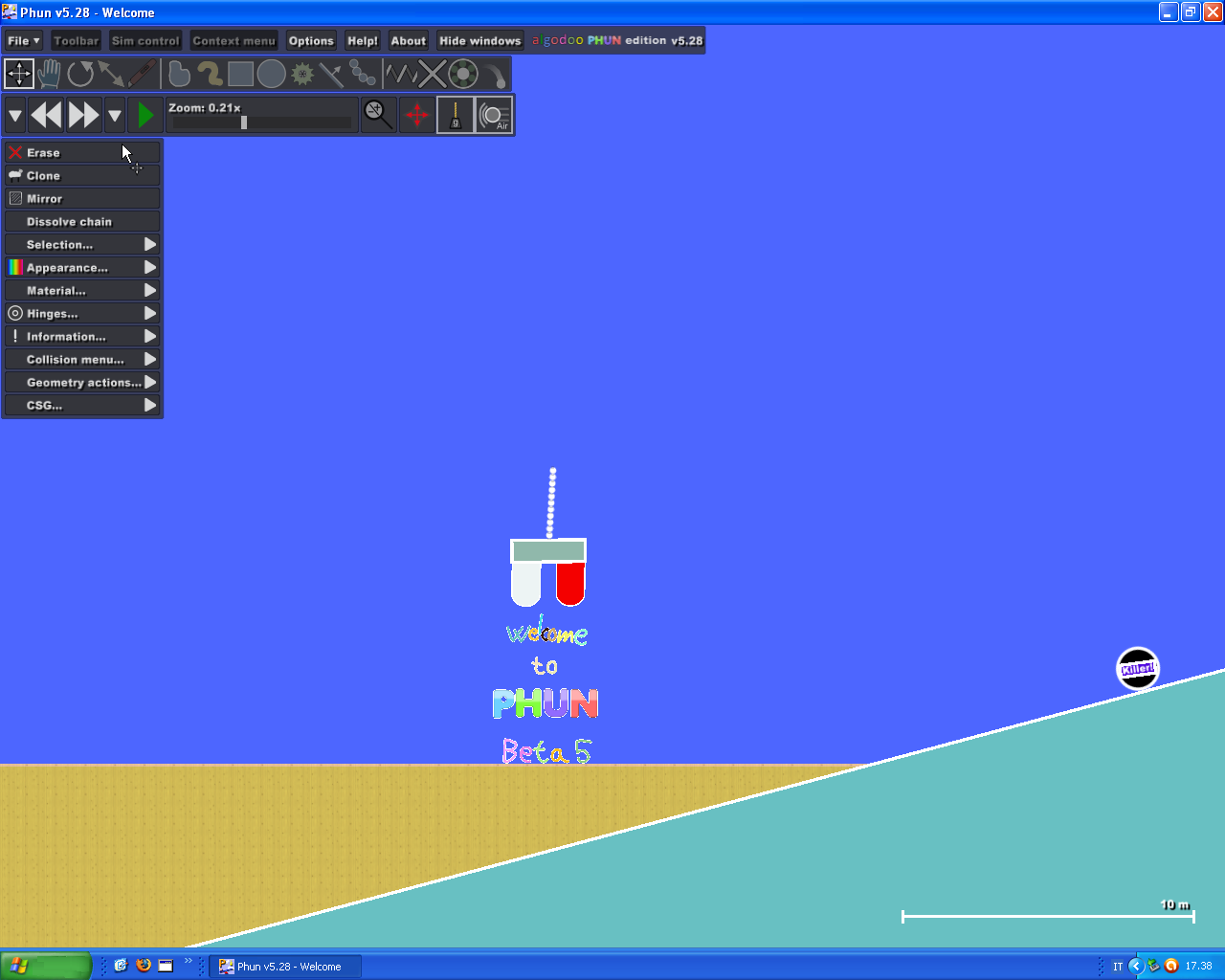
Captura de pantalla de Phun, siendo ejecutado en Windows XP

Phun (nombre creado con la mezcla de las palabras "Physics" (Física) y "Fun" (Diversión)) es un software gratis de simulación de físicas 2D en tiempo real. Fue diseñado por Emil Ernerfeldt, un estudiante universitario sueco en unos 6 meses para su tesis. Se trata de un programa que permite jugar con muchos fenómenos físicos como la gravedad, los fluidos, la fricción y mucho más, pudiendo también usar herramientas para modificar objetos y la manera en la que estos reaccionan.
Es una aplicación que maneja cosas de la física ya sea la densidad, manipulas la gravedad, fricción de los objetos, fricciona del aire, etc.
Es divertida aparte de todo.Divierte y enseña

## Herramientas de dibujo
Estas son las herramientas de dibujo incluidas en la versión más nueva, Phun Beta 5.28:
- Sketch tool (k): Es una herramienta versátil que tiene varias funciones:
  - Dibuja polígonos en cualquier sitio. Si lo dibujas sobre un eje, este se enganchará a él.
  - Crea muelles (springs) entre un objeto y otro (o entre este y el fondo). Para esto se debe dibujar una línea en zig-zag.
  - Crea ejes (hinges) sobre un objeto que lo unen al fondo o a otro objeto.
  - Arrastra los objetos con la animación en play.

- Polígono (B): Dibuja polígonos a mano alzada y con lados rectos mientras se mantiene pulsada la tecla SHIFT.
- Rectángulo (X): Dibuja rectángulos y cuadrados pulsando SHIFT.
- Círculo (C): Crea círculos.
- Plano (P): Crea una recta que delimita un semiplano del espacio total. Si se pulsa SHIFT mientras lo creas, el plano va girando a intervalos de 15º (muy útil para crear planos totalmente horizontales o verticales.

- Navaja (t) : Permite cortar los polígonos, rectángulos, cuadrados o cualquier cosa que sea de este tipo(no es posible cortar muelles ni ejes ni las uniones o fijadores).

- Rotar : Rota los objetos.

- Herramienta de mano (D): Hace que puedas mover los objetos o si se selecciona el fondo permite moverlo.

- Herramienta reescalar (R) : Esta herramienta hace que puedas cambiar las medidas de la figura seleccionada.

- Herramienta polígono (B) : Permite crear polígonos y crear otro "brazo" o parte a un objeto ya creado.

- Ejes (H) : Esta herramienta crea motores o hace que los objetos puedan girar sobre la posición del eje

- Engranes (g) : Hace engranes que pueden hacerse motores y poner otros para crear un mecanismo. Los dientes de los engranajes puedes ir afuera o adentro o combinados.

- Cadenas (N) : Crea cadenas para unir objetos o lo que se quiera.

- Fijadores o pegamento (F) : Une los objetos a otros o a un plano.

- Tracer o lápiz (e) : Crea un círculo que va dejando rastro en el tiempo que se desee. Para crear el rastro el objeto al que va unido tiene que moverse.

## Algodoo
Algodoo es la evolución de Phun. Aparte de tener los elementos de dibujo ya mencionados permite crear láseres, cambiar las texturas de un objeto e incorpora índice de refracción para que los láseres se reflejen en varias partes.
Permite ver de que medidas se crearán los objetos que queramos que haga. Se pueden visualizar las fuerzas, cambiar las velocidades de un objeto, ver sus parámetros; como energía, velocidad o el tiempo que lleva desde que se creó y muchas cosas más que lo hacen más completo que Phun.
Hay que tomar en cuenta que Algodoo no (a fecha de 21 de mayo del 2024 es gratis)es software gratis y tiene que ser comprado, aunque se incluye un demo para probar Algodoo. Algodoo fue creado por Algoryx, una empresa sueca fundada por Emil Ernerfeldt.

## Herramientas de Algodoo
Cómo Algodoo tiene algunos de los elementos que se mencionan arriba sólo incluiremos los exclusivos de Algodoo:
Láser (L) : Crea láseres. Permiten ver el espectro visible. Refractar la luz que producen y además pueden cortar cosas si se activa la función cortadora.
Herramienta de textura (U) : Cuando a un objeto le hemos puesto una textura, ejemplo : a un círculo podemos ponerle una imagen que ya tengamos en nuestra computadora como una foto del sol y el círculo se verá como el sol, volviendo al tema, si ese sol está centrado puede que nosotros lo queramos a la derecha. Entonces para eso sirve esta herramienta.